# پپ دائودا دیونگ
پپ دائودا دیونگ (انگلیسی: Pape Daouda Diong؛ زادهٔ ۱۵ ژوئن ۲۰۰۶) بازیکن فوتبال اهل سنگال است.
وی همچنین در تیم‌های ملی فوتبال زیر ۱۷ سال سنگال و سنگال بازی کرده است.